# Lista de canções número um na Top 50 Streaming em 2022
Esta é uma lista de canções que atingiram o número um da tabela musical Top 50 Streaming em 2022. A lista é publicada mensalmente pela Pro-Música Brasil, que recolhe os dados elaborados e compilados pela empresa BMAT Music Innovators e divulga as cinquenta faixas mais executadas nas plataformas musicais de streaming Spotify, Apple Music, Napster, Amazon Music e Deezer.

## Histórico
| Mês       | Canção                | Artista                                                | Ref.   |
| --------- | --------------------- | ------------------------------------------------------ | ------ |
| Janeiro   | "Malvadão 3"          | Xamã, Gustah & Neobeats                                | [ 1 ]  |
| Fevereiro | "Malvadão 3"          | Xamã, Gustah & Neobeats                                | [ 2 ]  |
| Março     | "Dançarina"           | Pedro Sampaio & MC Pedrinho                            | [ 3 ]  |
| Abril     | "Sentadona S2"        | Davi Kneip, MC Frog, DJ Gabriel do Borel & Luísa Sonza | [ 4 ]  |
| Maio      | "No Ouvidinho"        | Felipe Amorim                                          | [ 5 ]  |
| Junho     | "Acorda Pedrinho"     | Jovem Dionisio                                         | [ 6 ]  |
| Julho     | "Ai Preto"            | L7nnon, DJ Biel do Furduncinho & Bianca                | [ 7 ]  |
| Agosto    | "Pipoco"              | Ana Castela, MC Melody & DJ Chris No Beat              | [ 8 ]  |
| Setembro  | "Casei Com a Putaria" | MC Paiva ZS & MC Ryan SP                               | [ 9 ]  |
| Outubro   | "Eu Gosto Assim"      | Gustavo Mioto & Mari Fernandez                         | [ 10 ] |
| Novembro  | "Eu Gosto Assim"      | Gustavo Mioto & Mari Fernandez                         | [ 11 ] |
| Dezembro  | "Bombomzinho"         | Israel & Rodolffo & Ana Castela                        | [ 12 ] |